# Младост (хоккейный клуб)
«Мла́дост» (хорв. Klub hokeja na ledu Mladost) — хоккейный клуб из города Загреб. Основан в 1994 году. Выступает в Хорватской хоккейной лиге. Домашние матчи проводит на арене Арена Велесаям.

## История

Старая эмблема клуба

История клуба начинается с 1946 года, когда хоккейные секции загребских клубов ХАСК и ЗОФД объединились в команду под названием ОФСД «Младост». Уже в следующем году клуб стал чемпионом Югославии. В 1949 году клуб берёт второе золото чемпионата. В 1986 году клуб переименован в «Младост». С 1991 года клуб выступает в чемпионате Хорватии. В 2008 году клуб стал чемпионом Хорватии, а также выиграл Паннонскую лигу. С 2009 по 2011 команда выступала в Слохоккей лиге.

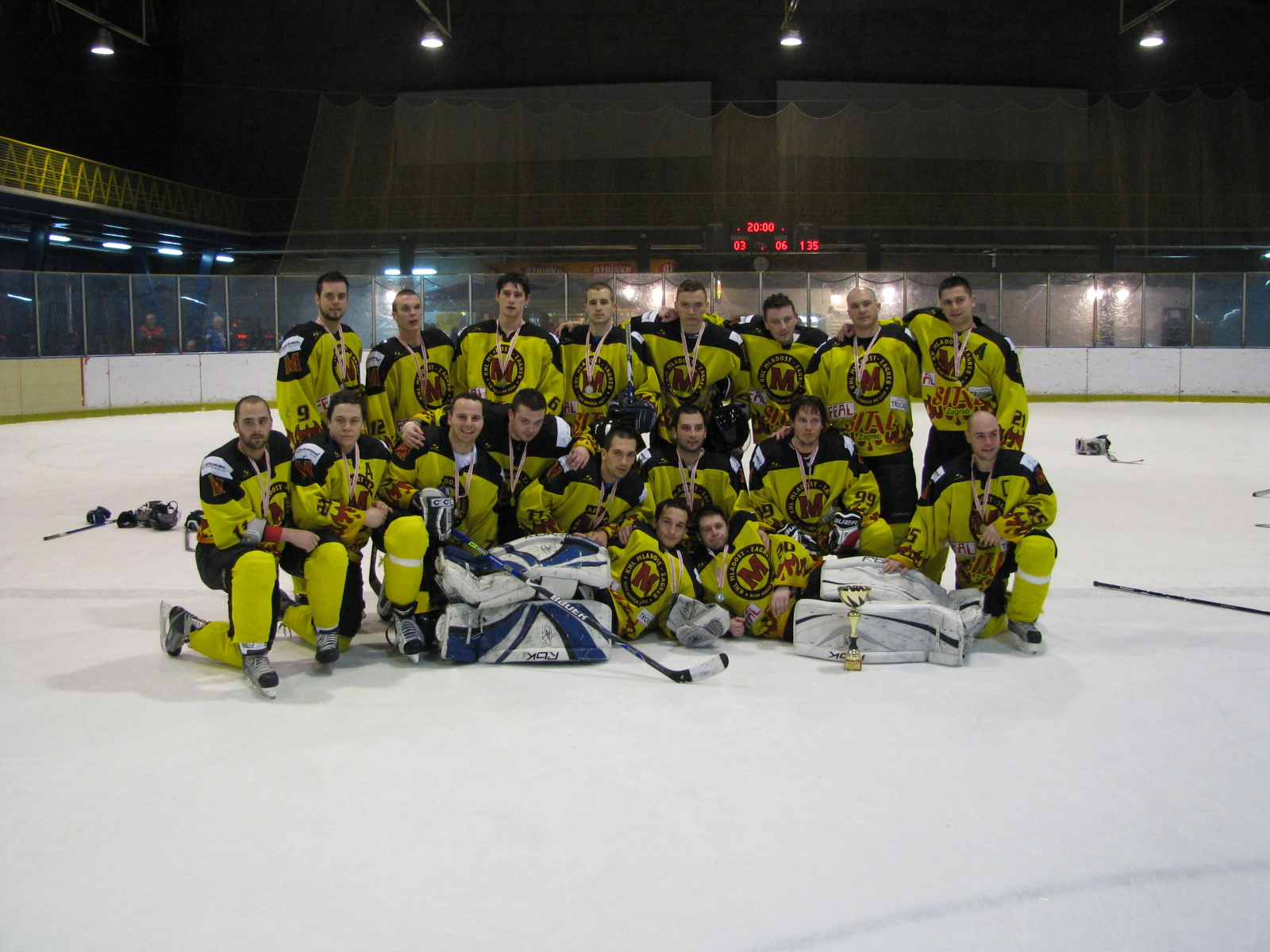
Команда в финале Хорватской хоккейной лиги 2010 года

## Достижения
- Югославская хоккейная лига:
  - Победители (2) : 1947 , 1949
- Хорватская хоккейная лига:
  - Победители (1) : 2008